# 1989 UM4
1989 UM4 är en asteroid i huvudbältet som upptäcktes den 22 oktober 1989 av den tjeckiske astronomen Antonín Mrkos vid Kleť-observatoriet i Tjeckien.
Asteroiden har en diameter på ungefär 7 kilometer och den tillhör asteroidgruppen Eunomia.